# 四國放送
四國放送株式會社（日语：／ Shikoku Hōsō */?），通稱四國放送、JRT（取自其識別呼號JOJR(-DTV)），是日本的一家以德島縣為播出範圍的廣電兼營局，也是德島縣唯一的民營廣播公司，和NHK德島放送局並列德島縣僅有的兩家無線電視台和中波電台。四國放送的廣播服務開始於1952年7月1日，為JRN和NRN聯播網成員；電視服務開始於1959年4月1日，為NNN及NNS聯播網成員，遙控器號碼是1頻道。

## 資本構成
下表列出2020年3月31日時四國放送的主要股東：
| 資本金  | 已發行股份總數 | 股東數 |
| ------- | -------------- | ------ |
| 4億日元 | 800,000股      | 298    |

| 股東                   | 持股數   | 比例  |
| ---------------------- | -------- | ----- |
| 德島新聞社             | 55,000股 | 6.87% |
| 德島新聞社會文化事業團 | 51,955股 | 6.49% |
| 阿波銀行               | 40,000股 | 5.00% |
| 日本電視台             | 40,000股 | 5.00% |
| 三菱UFJ銀行            | 40,000股 | 5.00% |
| 德島大正銀行           | 38,000股 | 4.75% |
| 七福興業               | 30,195股 | 3.77% |
| 戎谷一平               | 30,000股 | 3.75% |
| 德島縣政府             | 30,000股 | 3.75% |
| 德島新聞媒體           | 25,000股 | 3.12% |

## 歷史
1950年「電波三法」（《電波法》、《放送法》、《電波監理委員會設置法》）通過之後，上崎龍次郎等德島財界人士在同年8月設立四國放送，申請獲得民營廣播執照:4。翌年4月，四國放送獲得民營廣播播出預備執照:5。1952年3月31日，四國放送舉辦創立總會，資本金為2,500萬日元，發行5萬股股票:2。同時四國放送決定在德島市新町修建總部大樓:7。同年6月，四國放送在成功發射試驗電波之後正式獲得了廣播播出執照:9。
1952年7月1日，四國放送正式開播，成為四國第一家民營廣播電台:12。開播翌年，四國放送實現收支平衡，並設立了和歌山分公司:18。為降低節目製作費用和增加廣告收入，四國放送還在這一年和香川電台（現西日本放送）共組四國放送聯盟，聯播廣播節目:21。隨著兩台經營狀況的改善和節目自製能力的提高，該聯盟在1956年解散:38。1954年，四國放送社長改由德島新聞的前川靜夫擔任:15。這一年四國放送還將發射功率增強至10千瓦（夜間為500瓦），使訊號覆蓋區域擴大30%:26。四國放送和歌山分公司在1956年設置了錄音棚，令和歌山分公司不僅是廣告營業據點，亦自製節目，獲得當地聽眾:39-41。1958年的南海丸海難時，四國放送迅速動員包括記者以外員工對事故進行全力報道，並因此獲得民放聯會長賞:52-56。
1955年8月18日，四國放送申請獲得電視播出執照:32，並在1957年10月獲得預備執照:44。1958年底，四國放送決定電視部門加入日本電視台的聯播網:62，並在翌年3月23日獲得正式播出執照:60，3月25日開始進行試播:63。四國放送原本計劃在這一年7月開播電視，但受到NHK德島在3月15日開始播出電視節目的刺激，決定將開播日期提前至4月1日:63。1961年，四國放送開始修建總部大樓二期工程:85，並在翌年3月竣工:86。1963年，四國放送派遣一名攝影師前往緬甸拍攝紀錄片，是四國放送的首次海外採訪:94。
在1964年東京奧運會開幕前夕的10月1日，四國放送首次播出彩色電視節目。當時四國放送每天播出2.5小時的彩色節目:101。5年後的1969年，四國放送的自製節目亦開始彩色化:144。四國放送的總收入在1967年首次超過了10億日元:122，在1972年的開播20週年之際超過了20億日元:166。1975年，隨著和歌山電視台的開播，四國放送關閉了和歌山分公司。同年四國放送營業額超過30億日元:182。
1978年開始，四國放送成為阿波狸貓祭的主辦單位之一:196。同年四國放送向NNN曼谷支局派遣了記者，成為四國放送的海外特派員第一人:196。翌年四國放送導入了電子新聞採集（ENG）系統，提高新聞採訪編輯效率:202。1982年，四國放送開始使用「JRT」作為公司簡稱:218。1983年1月，四國放送開始在德島市中德島町修建新總部大樓:226，並在翌年11月竣工。這座建築地下有1層，地上有7層，總樓面面積20,790平方公尺。其中一至五層的北側和六層由四國放送使用，一至五層的南側由德島新聞使用:230。這座建築內設有兩個電視攝影棚，電視主控室則位於三層:232。1988年度，四國放送盈利創下10.6億日元的迄今最高記錄。同年四國放送還開始播出立體聲電視節目:256。1989年，四國放送和NHK共同製作了阿波舞特別節目:260。1990年，四國放送的營業額首次超過70億日元:268。
為適應數位電視時代的到來，四國放送在1997年實現了主控室數位化:306。2006年10月1日，四國放送開始播出數位電視訊號，並在2011年7月24日停止播出類比電視訊號。

## 廣播部門
四國放送在開播當天原本計劃轉播職業棒球全明星賽，但由於球賽舉辦場地當天大雨導致比賽延期，四國放送又未準備預備節目，結果在開播當天午後不得不長時間停播:13。開播初期，四國放送的播出時間分為上午和下午兩個部分。上午從早晨6時播出至10時，下午從17時30分播出至23時:13。節目類型以音樂、農業、體育轉播為主:16-17。1953年，四國放送的播出時間延長至17小時:18。1965年，四國放送廣播部門加入JRN聯播網:108。同時為了獲得新聽眾以改變被電視持續奪走聽眾的局面，四國放送在這一年實現全天24小時播出，並在深夜編排面向年輕聽眾的節目:151。1969年，四國放送廣播加入了NRN，進一步充實節目來源:144。
在1979年，四國放送廣播播出了10小時的特別節目《故鄉列車行》（ふるさと列車が行く），獲得日本國有鐵道的全面配合:204。1992年，在開播40週年之際，四國放送廣播播出了40小時的直播特別節目《我愛德島》（アイラブ・トクシマ、いきいきラジオ）:276。2015年開始，四國放送廣播加入了radiko服務，在網路上亦能收聽四國放送的節目。

## 電視部門
四國放送在開播初期就堅持每日自製節目，在當時日本的地方電視台中十分罕見:68。在開播第二年，四國放送就嘗試自製電視劇節目《電視小劇場》（テレビ小劇場）:75。1969年，四國放送在這一年的德島縣知事選舉時實施了日本首次電視政見發表會:149。
德島縣因缺乏地形阻攔而有「電波銀座」之稱，可接收到關西各電視台的訊號。在這種情況下，強化節目的地方特色以和關西的電視台進行區別化成為四國放送的重要挑戰:158。1971年，四國放送開始播出《早安德島》節目，最初在每週六早晨播出。該節目和青森放送的《RAB新聞雷達》並列為日本大型地方新聞節目的先驅:158-159。第一期《早安德島》是錄播。觀眾反應平淡。但自第二期開始，節目改為直播，節目獲得的反響也迅速增加:160。《早安德島》在1972年改為週一至週五播出的帶狀節目，並在1973年10月收視率首次超過20%，成為民營電視首個收視率趕上NHK的晨間節目:161。《早安德島》的料理單元在1999年出版書籍，銷售了2.3萬本，創下德島出版史上空前記錄:323。1993年，四國放送在晨間新設《朝645》（後改名為《朝630》）節目，進一步加強晨間的資訊節目:282。2010年，《早安德島》和《朝630》統合為《早安德島 plus》。但在2011年，《早安德島 plus》停播。
1982年，四國放送開始在週一至週五傍晚播出30分的大型帶狀新聞節目《聚焦德島》。加上日本電視台製作的全國新聞，四國放送在每週一至週五18時播出一個小時的新聞:218。1985年，《聚焦德島》和《早安德島》均獲得超過30%的高收視率:236。1999年，四國放送開始播出《530聚焦德島》節目，加強傍晚時段的新聞節目:318。該節目在2008年改名為《ゴジカル!》並延長播出時間，和《聚焦德島》合計在傍晚構成超過2小時的新聞資訊板塊。

## 外部連結
- JRT 四国放送 （页面存档备份，存于）
  - 電台 （页面存档备份，存于）
  - 電視台 （页面存档备份，存于）
- 四国放送新聞的X（前Twitter）
- 四國放送的官方YouTube頻道 （页面存档备份，存于）

34°4′26.5″N 134°33′31.7″E / 34.074028°N 134.558806°E